# Lista de vitórias da Suécia na Fórmula 1
Relacionamos a seguir as vitórias obtidas pela Suécia no mundial de Fórmula 1 num total de doze até o campeonato de 2025.

## Resumo

### Pioneirismo escandinavo
Foi no Grande Prêmio da Itália de 1956 disputado em Monza no dia 2 de setembro que Jo Bonnier tornou-se o primeiro nome da Escandinávia a disputar o mundial de Fórmula 1 cabendo-lhe a honra de obter a primeira vitória sueca na categoria ao vencer o Grande Prêmio dos Países Baixos de 1959 mantendo-se em atividade até falecer num acidente durante as 24 Horas de Le Mans de 1972. Quando de sua morte seu país estava representado nas pistas de Fórmula 1 por Ronnie Peterson que marcaria época ao volante dos carros Lotus-Ford no time de Colin Chapman que recorreu a outro sueco, Gunnar Nilsson, para substituir Ronnie Peterson, demitido pela equipe de Hethel após desentender-se com seu comandante.
Além destes, outros seis se arriscaram pela categoria, com destaque para Slim Borgudd (baterista do ABBA) e Stefan Johansson (substituído por Ayrton Senna na McLaren). A ausência sueca na categoria foi encerrada no Grande Prêmio da Austrália de 2014 com a estreia de Marcus Ericsson. Por outro lado o sueco Kenny Brack foi campeão da Fórmula Indy em 1998 e vencedor das 500 Milhas de Indianápolis de 1999.

### Suecos em casa
Tendo a pista de Anderstorp como cenário, a Suécia realizou seis provas válidas pelo mundial de Fórmula 1 e o melhor resultado nativo foi o segundo lugar de Ronnie Peterson em 1973. Porém, o interesse pela categoria chegou ao fim com as mortes de Ronnie Peterson e Gunnar Nilsson num intervalo de poucos dias: o primeiro por sequelas de um acidente na largada do Grande Prêmio da Itália de 1978 e o segundo vítima de câncer em 20 de outubro do mesmo ano. Prevista para 16 de junho de 1979, a sétima edição do Grande Prêmio da Suécia foi cancelada por falta de patrocínio e desde então a Fórmula 1 não retornou ao país.

## Vitórias por ano
Em contagem atualizada até 2024, a Suécia está há quarenta e seis anos sem vencer na Fórmula 1 perfazendo 816 corridas.
- Ano de 1959

| Grande Prêmio | Circuito  | Data da corrida | Vencedor   | Carro | Motor | Referências |
| ------------- | --------- | --------------- | ---------- | ----- | ----- | ----------- |
| Países Baixos | Zandvoort | 31 de maio      | Jo Bonnier | BRM   | BRM   | [ 13 ]      |

- Ano de 1973

| Grande Prêmio | Circuito       | Data da corrida | Vencedor        | Carro | Motor | Referências |
| ------------- | -------------- | --------------- | --------------- | ----- | ----- | ----------- |
| França        | Paul Ricard    | 1º de julho     | Ronnie Peterson | Lotus | Ford  | [ 3 ]       |
| Áustria       | Österreichring | 19 de agosto    | Ronnie Peterson | Lotus | Ford  | [ 14 ]      |
| Itália        | Monza          | 9 de setembro   | Ronnie Peterson | Lotus | Ford  | [ 15 ]      |
| EUA           | Watkins Glen   | 7 de outubro    | Ronnie Peterson | Lotus | Ford  | [ 3 ]       |

- Ano de 1974

| Grande Prêmio | Circuito      | Data da corrida | Vencedor        | Carro | Motor | Referências |
| ------------- | ------------- | --------------- | --------------- | ----- | ----- | ----------- |
| Mônaco        | Montecarlo    | 26 de maio      | Ronnie Peterson | Lotus | Ford  | [ 3 ]       |
| França        | Dijon-Prenois | 7 de julho      | Ronnie Peterson | Lotus | Ford  | [ 3 ]       |
| Itália        | Monza         | 8 de setembro   | Ronnie Peterson | Lotus | Ford  | [ 3 ]       |

- Ano de 1976

| Grande Prêmio | Circuito | Data da corrida | Vencedor        | Carro | Motor | Referências |
| ------------- | -------- | --------------- | --------------- | ----- | ----- | ----------- |
| Itália        | Monza    | 12 de setembro  | Ronnie Peterson | March | Ford  | [ 3 ]       |

- Ano de 1977

| Grande Prêmio | Circuito | Data da corrida | Vencedor       | Carro | Motor | Referências |
| ------------- | -------- | --------------- | -------------- | ----- | ----- | ----------- |
| Bélgica       | Zolder   | 5 de junho      | Gunnar Nilsson | Lotus | Ford  | [ 16 ]      |

- Ano de 1978

| Grande Prêmio | Circuito       | Data da corrida | Vencedor        | Carro | Motor | Referências  |
| ------------- | -------------- | --------------- | --------------- | ----- | ----- | ------------ |
| África do Sul | Kyalami        | 4 de março      | Ronnie Peterson | Lotus | Ford  | [ 3 ] [ 17 ] |
| Áustria       | Österreichring | 13 de agosto    | Ronnie Peterson | Lotus | Ford  | [ 18 ]       |

## Vitórias por equipe
- Lotus: 10
- BRM: 1
- March: 1